# Теорема Гаусса
Теорема Гаусса — один з основних законів електродинаміки, що входить у систему рівнянь Максвелла.
У Міжнародній системі величин (ISQ) теорема Гаусса має вигляд:
{\displaystyle \int _{S}\mathbf {D} \cdot \mathbf {dS} =Q},
де D — вектор електричної індукції, {\displaystyle Q} — сумарний електричний заряд в об'ємі, оточеному поверхнею S:
{\displaystyle Q=\int _{V}\rho dV},
де {\displaystyle \rho } — густина заряду.
У гауссовій системі СГСГ теорема Гаусса формулюється
{\displaystyle \int _{S}\mathbf {E} \cdot d\mathbf {S} =4\pi Q},
де {\displaystyle \mathbf {E} } — напруженість електричного поля.

## Теорема Гаусса і закон Кулона
Теорему Гаусса отримав у 1835 році Карл Фрідріх Гаусс, який виходив із закону Кулона. У сучасній електродинаміці зазвичай застосовують протилежний підхід — за основу приймаються рівняння Максвела, одним із яких є теорема Гаусса, а закон Кулона виводиться як наслідок.
Експериментальна перевірка справедливості закону Кулона з високою точністю набагато складніша від експериментальної перевірки теореми Гаусса.

### Виведення закону Кулона
Щоб отримати закон Кулона з теореми Гаусса, розглядають точковий електричний заряд {\displaystyle q} у вакуумі. На поверхні сфери радіусом {\displaystyle r}, у центрі якої розташований заряд, електричне поле повинно мати однакове значення, виходячи із міркувань симетрії. У вакуумі вектор електричної індукції {\displaystyle \mathbf {D} } дорівнює напруженості електричного поля {\displaystyle \mathbf {E} } (система СГС). Тому, застосовуючи теорему Гаусса:
{\displaystyle E4\pi r^{2}=4\pi q\,}.
Звідси основне твердження закону Кулона:
{\displaystyle E={\frac {q}{r^{2}}}}
У системі ISQ {\displaystyle \mathbf {D} =\varepsilon _{0}\mathbf {E} }, де {\displaystyle \varepsilon _{0}} — електрична стала. Теорема Гаусса записується:
{\displaystyle \varepsilon _{0}E4\pi r^{2}=q}.
Звідси:
{\displaystyle E={\frac {1}{4\pi \varepsilon _{0}}}{\frac {q}{r^{2}}}}.

## Теорема Гаусса в диференціальній формі
Теорему Гаусса можна записати у вигляді диференціального рівняння в часткових похідних, враховуючи формулу Остроградського — Гаусса (система СГС):
{\displaystyle \int _{S}\mathbf {E} \cdot \mathbf {dS} =\int _{V}{\text{div}}\;\mathbf {E} dV=4\pi \int _{V}\rho dV}.
Оскільки це співвідношення справедливе для будь-якого об'єму, рівними повинні бути й підінтегральні вирази:
{\displaystyle {\text{div}}\;\mathbf {E} =4\pi \rho }.
У системі ISQ цей вираз має вигляд:
{\displaystyle {\text{div}}\;\mathbf {D} =\rho }

## Теорема Гаусса для полів у середовищі
Теорема Гаусса, як одне з основних рівнянь електродинаміки, загалом справедлива і для середовища, у своїй основній формі. Наприклад, використовуючи систему СГС:
{\displaystyle \int _{S}\mathbf {E} \cdot \mathbf {dS} =4\pi \int _{V}\rho dV},
якщо під Q розуміти всі заряди, враховуючи мікроскопічні. Однак, присутність зовнішнього заряду призводить до перерозподілу мікроскопічних зарядів у речовині. Тому, якщо внести зовнішній заряд q в діелектрик, то деякі із мікроскопічних зарядів, змістившись, покинуть той об'єм, по якому проводиться інтегрування, інші — увійдуть у цей об'єм зовні — речовина поляризується.
Для врахування цих ефектів в електродинаміці суцільних середовищ усі заряди розділяються на вільні та зв'язані. Вільними вважаються ті заряди, які можна привнести зовні, заряджаючи тіла, зв'язаними — електричні заряди електронів та ядер речовини, які в зовнішніх полях зміщуються, одні відносно інших, створюючи поляризацію:
{\displaystyle \rho =\rho _{b}+\rho _{f}},
де {\displaystyle \rho _{b}} — густина зв'язаних зарядів, {\displaystyle \rho _{f}} — густина вільних зарядів. Густина зв'язаних зарядів пов'язана з поляризацією: {\displaystyle \rho _{b}=-{\text{div}}\mathbf {P} }.
Тоді теорема Гаусса записується у вигляді
{\displaystyle \int _{S}(\mathbf {E} +4\pi \mathbf {P} )\cdot \mathbf {dS} =4\pi \int _{V}\rho _{f}dV}.
Вводячи вектор електричної індукції
{\displaystyle \mathbf {D} =\mathbf {E} +4\pi \mathbf {P} },
отримуємо теорему Гаусса для діелектричних середовищ:
{\displaystyle \int _{S}\mathbf {D} \cdot \mathbf {dS} =4\pi \int _{V}\rho _{f}dV},
або в диференціальній формі
{\displaystyle {\text{div}}\;\mathbf {D} =4\pi \rho _{f}}.

## Магнітне поле
Магнітні заряди (монополі) поки що експериментально не спостерігалися, тому магнітний потік через замкнену поверхню завжди дорівнює нулю:
{\displaystyle \int _{S}\mathbf {B} \cdot \mathbf {dS} =0},